# Pelodryadinae
Pelodryadinae — подсемейство бесхвостых земноводных семейства Hylidae, обитающих в Австралии, восточной Индонезии, Папуа-Новой Гвинее и на Соломоновых островах.

## Классификация
На январь 2023 года в семейство включают 3 рода и 223 вида:
- Litoria Tschudi, 1838 — Австралийские квакши, или литории (102 вида)
- Nyctimystes Stejneger, 1916 — Сетчатоглазки (44 вида)
- Ranoidea Tschudi, 1838 (72 вида)

Виды incertae sedis
- Litoria castanea (Steindachner, 1867)
- Litoria jeudii (Werner, 1901) — Длинноголовая литория
- Litoria louisiadensis (Tyler, 1968) — Луизиадская литория
- Litoria obtusirostris Meyer, 1875 — Короткомордая литория
- Litoria vagabunda (Peters & Doria, 1878) — Складкогрудая литория

## Галерея

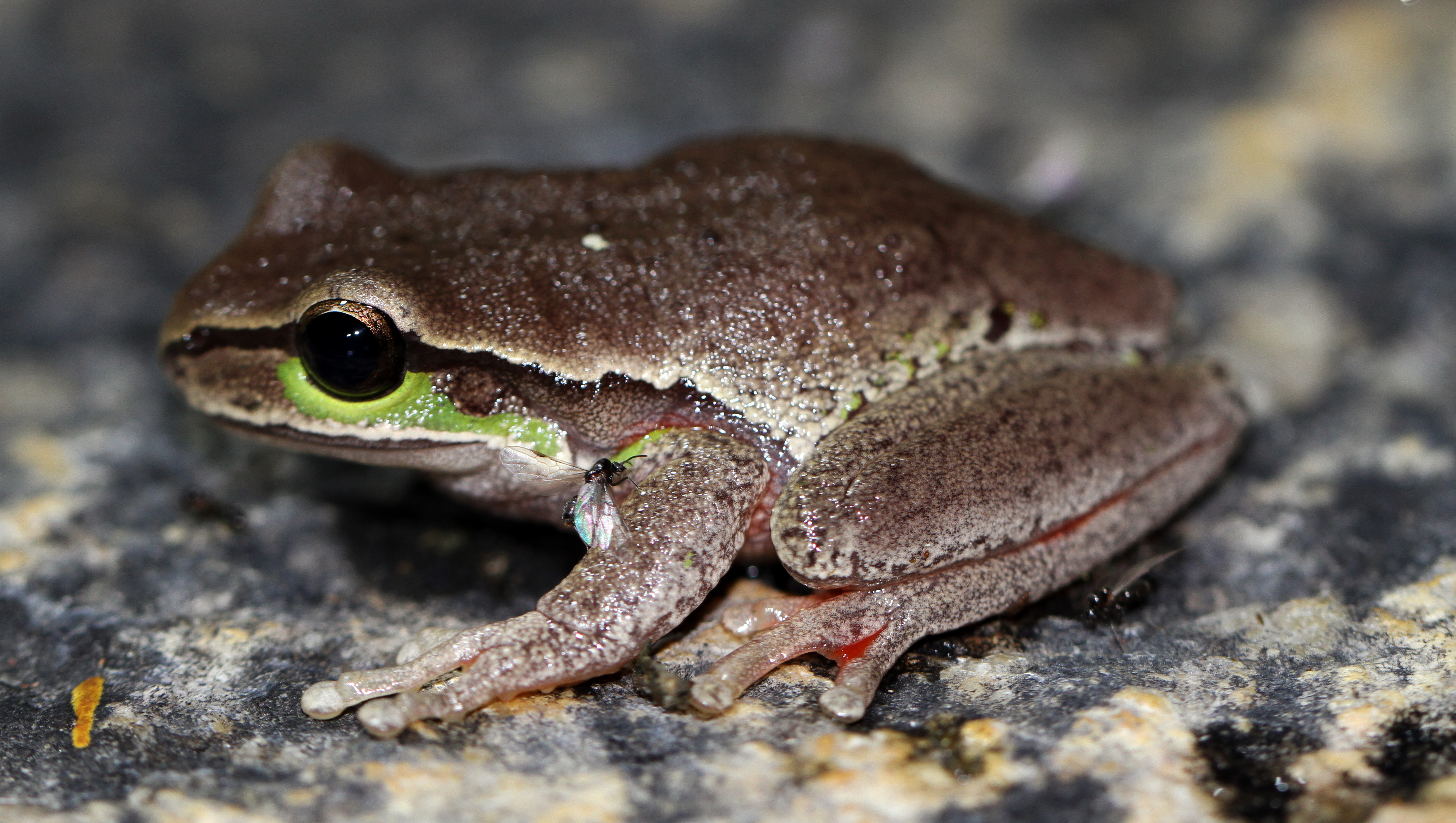
Ranoidea citropa
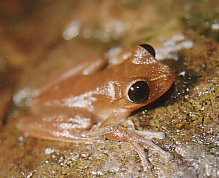
Nyctimystes dayi
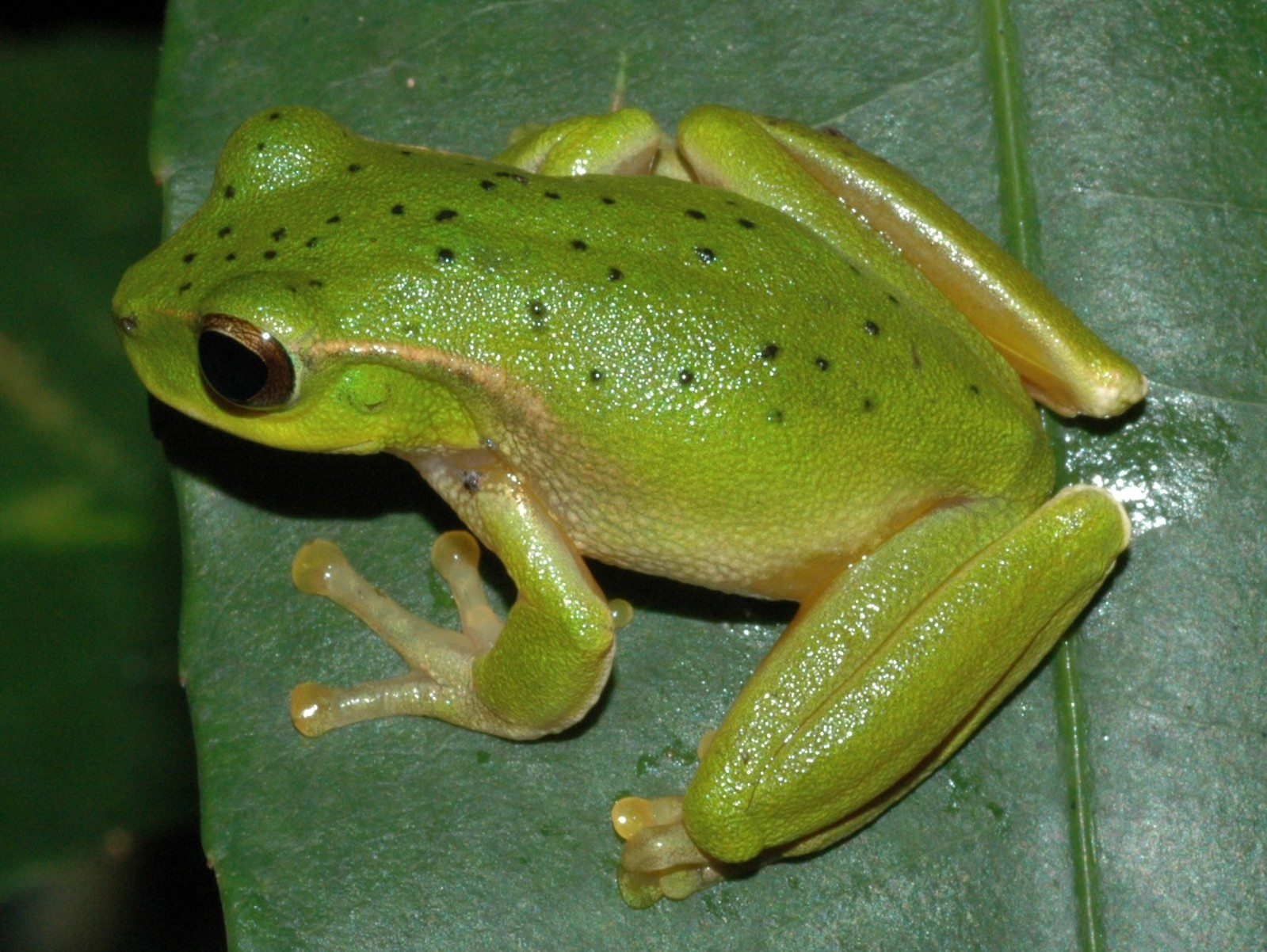
Litoria barringtonensis
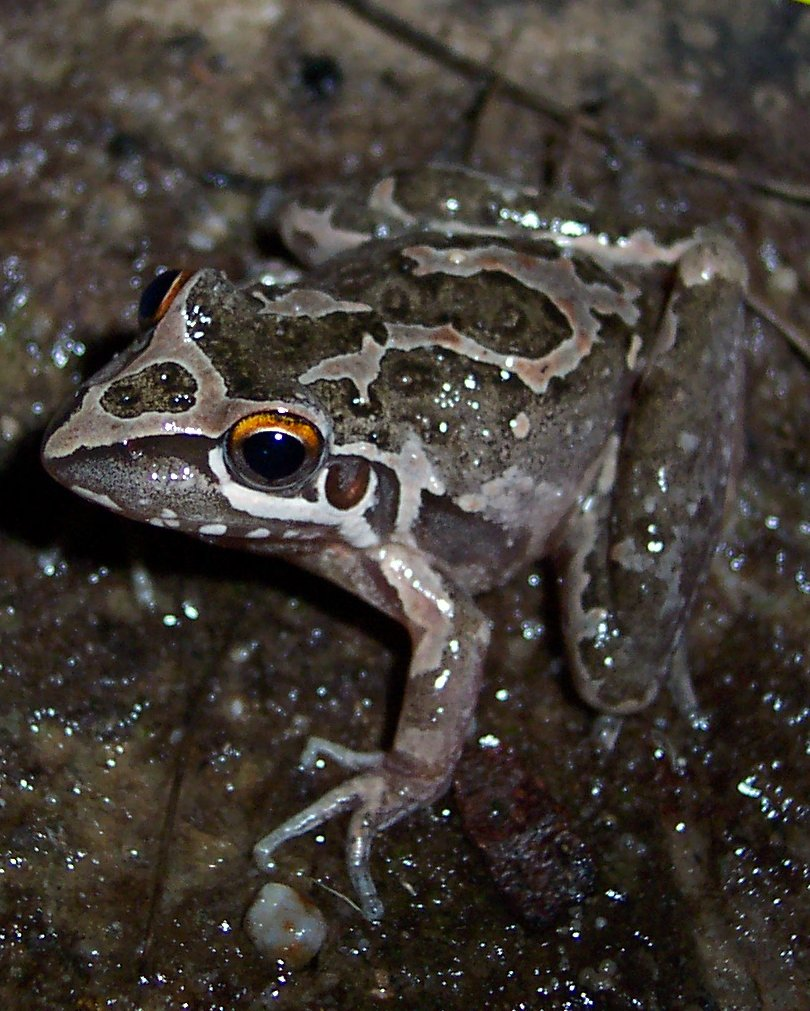
Пятнистоногая литория